# Križanče (Bedekovčina)
 Križanče  falu Horvátországban Krapina-Zagorje megyében. Közigazgatásilag Bedekovčinához tartozik.

## Fekvése
Zágrábtól 30 km-re északra, községközpontjától  4 km-re északnyugatra a Horvát Zagorje területén fekszik..

## Története
1857-ben 75, 1910-ben 133 lakosa volt. Trianonig Varasd vármegye Zlatari járásához tartozott. A településnek 2001-ben 161 lakosa volt.

## Nevezetességei
Krizsanics középkori várának maradványai. 

## Külső hivatkozások
Bedekovčina község hivatalos oldala